# مسجد ومقام السيوفي
مسجد ومقام السيوفي أو السيفي هو مسجد يقع داخل أسوار البلدة القديمة لمدينة القدس في نهاية شارع الواد بالقرب من حائط البراق يبلغ طوله ثمانية أمتار وعرضه أربعة أمتار وفيه محراب ومقام لأحد الأولياء ويُعرف بالسيفي.

## الموقع
يقع المسجد في موقع استراتيجي داخل البلدة القديمة وتحديدًا في نهاية شارع الواد بالقرب من حائط البراق ويُعتبر من الأماكن التي يقصدها الزوار للتبرك والتأمل. يضم المسجد مقامًا يُنسب إلى أحد الأولياء المعروفين بلقب "السيوفي" مما يضفي عليه طابعًا روحانيًا خاصًا.
يقع مسجد ومقام السيوفي في حي الواد، أحد أحياء البلدة القديمة في القدس، بالقرب من سوق القطانين وباب الحديد وهو أحد الأبواب المؤدية إلى المسجد الأقصى المبارك. يُنسب المسجد إلى أحد الأولياء المعروفين بلقب "السيوفي" ويُعتقد أن الاسم مشتق من "السيفي" نسبةً إلى الأمير المملوكي الطنبغا السيفي الملكي الظاهري الذي تُوفي عام 789هـ/1395م ويُعتقد أنه هو من أنشأ المقام.

## التاريخ
يتميز المسجد ببنائه المتين وقد تم تأسيس مئذنته المربعة الشكل والجميلة التكوين في سنة 870هـ/1465م مما يدل على العناية التي أوليت له عبر التاريخ. ويُعتبر المسجد شاهدًا على التسامح والتعايش الديني في القدس حيث يقع في منطقة يزدحم فيها الزوار من مختلف الديانات.
يحظى مسجد ومقام السيوفي بأهمية دينية وروحية لدى أهل القدس خاصةً أنه يقع في منطقة مكتظة بالأسواق والمارة مما يجعله محطة استراحة وتأمل. كما يُعد من المعالم التي تقاوم الاندثار بفضل جهود السكان المحليين في الحفاظ عليه من الإهمال أو محاولات التهويد.

## البناء
يتكون المسجد من غرفة صغيرة نسبيًا تحتوي على محراب وقبة فوق المقام. يشتهر بتصميمه التقليدي الذي يعكس الطراز المعماري الإسلامي المحلي. كما يحتوي على محراب محفور في جدار القبلة ويظهر العناية الهندسية التي كانت تولى للمساجد حتى لو كانت صغيرة الحجم.
- لأبعاد: يبلغ طول المسجد حوالي 8 أمتار، وعرضه 4 أمتار، مما يجعله من المساجد الصغيرة في الحجم.
- المعالم الداخلية: يحتوي المسجد على محراب ومقام يُنسب إلى الولي المعروف بالسيوفي.

- التاريخ: لا يُعرف تاريخ إنشائه بدقة، لكن يُعتقد أن بناءه يعود إلى العصر المملوكي استنادًا إلى الطراز المعماري والمصادر التاريخية.

- الترميمات: شهد المسجد عدة عمليات ترميم منها تعميرات ضرورية في عام 1979م وتزويده بالتيار الكهربائي وتكحيل واجهته الأمامية ومد سطحه لمنع تسرب المياه.

- التحديات: تعرض المسجد لأضرار بسبب تسرب مياه المجاري العامة إليه في عام 1990م، وقاموا بمعالجة الأمر.

## أصل الاسم
يرتبط اسم المسجد بشخصية روحية يُعتقد أنها كانت زاهدة وصاحبة كرامات يُطلق عليها اسم "السيوفي" ولا توجد معلومات دقيقة حول هويتها التاريخية الكاملة لكن التقاليد المحلية في القدس تعظّم هذا المقام ويقصده الزوّار للزيارة والدعاء.